# Die Taxifahrerin
Die Taxifahrerin ist ein Film von Jacques Bral, der am 10. September 1980 in die französischen Kinos kam (gedreht wurde er 1979), der eine Dreiecksgeschichte zwischen einer Taxifahrerin und zwei Männern zeigt und überwiegend im nächtlichen Paris spielt. Er war einer der Erfolgsfilme der Saison 1980/1981 in Frankreich. In Deutschland kam der Film am 10. Juli 1981 heraus. Der Film ist der erste Spielfilm von Jacques Bral, der kurz zuvor die Produktionsfirma mit dem programmatischen Namen „Les Films Noir“ gegründet hatte.

## Handlung
Der labile Jazz-Saxophonist Léo ist Job und Freundin los und wohnt bei seinem alten Freund aus der 68er Zeit, dem Schriftsteller Bony, der zur Zeit Schreibblockade hat. Eines Nachts lernt er auf seinen Streifzügen Cora kennen, eine einzelgängerische, sehr unabhängige Außenseiterin, die in Paris nachts Taxi fährt, aber von einem Leben in Südamerika träumt (und dafür auch nicht davor zurückschreckt, Kunden auszurauben). Sie verbringen die Nacht auf dem Rücksitz des Taxis und benutzen danach die Wohnung von Bony, der sie ihnen überlässt. Als auch Bony Annäherungsversuche macht, nimmt Cora von beiden Abstand, um deren Freundschaft nicht zu gefährden.

## Trivia
Christine Boisson kehrt hier zum Film zurück, nachdem sie 1974 in Emmanuelle-Filmen mitgespielt hatte und danach zur Schauspielschule ging und Theater (u. a. Shakespeare) spielte. Auch für Gerard Lanvin war der Film ein Karrieresprung.

## Auszeichnungen
Der Toningenieur Antoine Bonfanti gewann 1980 für seine Arbeit am Film den Ernest Artaria Award auf dem Filmfestival von Locarno, ebenso Pierre-William Glenn für die Kameraführung.
Der Film erhielt 1980 in Cannes den Preis „Perspectives du Cinéma Français“.

## Rezensionen
„Ein sowohl inszenatorisch als auch in der komplexen Charakterzeichnung interessanter Film über Lebensmüdigkeit und Resignation, entwickelt mit etwas Galgenhumor und nur wenig Hoffnung. In stimmungsvollen Bildern komponiert er ein düsteres und trostloses Stadt- und Menschenbild, ist insgesamt jedoch überzogen und voller dramaturgischer Widersprüche.“

« Der Film erzählt nichts was auf dem Papier interessant wäre, aber in seinem Ton von Süße und Gewalt, Sinnlichkeit und seinem Impressionismus ist er sehr imponierend. »